# 보성중학교 (전남)
보성중학교(寶城中學校)는 대한민국 전라남도 보성군 보성읍 옥평리에 있는 공립 중학교이다.

## 학교 연혁
- 1946년 10월 15일 : 개교 및 초대 김남술 교장 취임
- 2000년 3월 1일 : 겸백중학교. 웅치중학교 본교 편입
- 2004년 3월 1일 : 웅치분교장 보성중, 보성여중에 통폐합
- 2007년 3월 1일 : 겸백분교장 보성중, 보성여중에 통폐합
- 2025년 1월 8일 : 제78회 45명 졸업(총 16,128명)
- 2025년 3월 1일 : 제30대 정순미 교장 부임

## 참고 자료
- 보성중학교 - 한국교육학술정보원 학교알리미